# Công viên tự nhiên quốc gia Podilski Tovtry
Công viên tự nhiên quốc gia "Podilski Tovtry" (tiếng Ukraina: Націона́льний приро́дний парк «Поді́льські То́втри») là một vườn quốc gia nằm tại Horodok, Kamianets-Podilskyi, và Chemerivtsi ở tỉnh Khmelnytskyi, phía nam của tây Ukraina. Đây là khu bảo tồn thiên nhiên lớn nhất đất nước.
Được thành lập vào ngày 27 tháng 7 năm 1996, nó có diện tích 2.613,16 km² (645.725,9 mẫu Anh) để bảo vệ khu vực tự nhiên của Podolia. Tại đây có 1.700 loài thực vật khác nhau, trong đó có 60 loài nằm trong Sách Đỏ của Ukraina. Ngoài ra, đây còn là nhà của 217 loài động vật, 29 trong số đó nằm trong Sách Đỏ của Ukraina